# 沃洛德米里夫卡 (亞基米夫卡市鎮)
46°39′33″N 35°9′26″E / 46.65917°N 35.15722°E
沃洛德米里夫卡（羅馬化：Volodymyrivka）是位於烏克蘭東南部的村莊，由扎波羅熱州梅利托波爾區的亞基米夫卡市鎮負責管轄。該村始建於1861年，面積1.39平方公里，海拔高度11米，2001年人口1,033，人口密度每平方公里743.2人。